# Fridolinsmünster

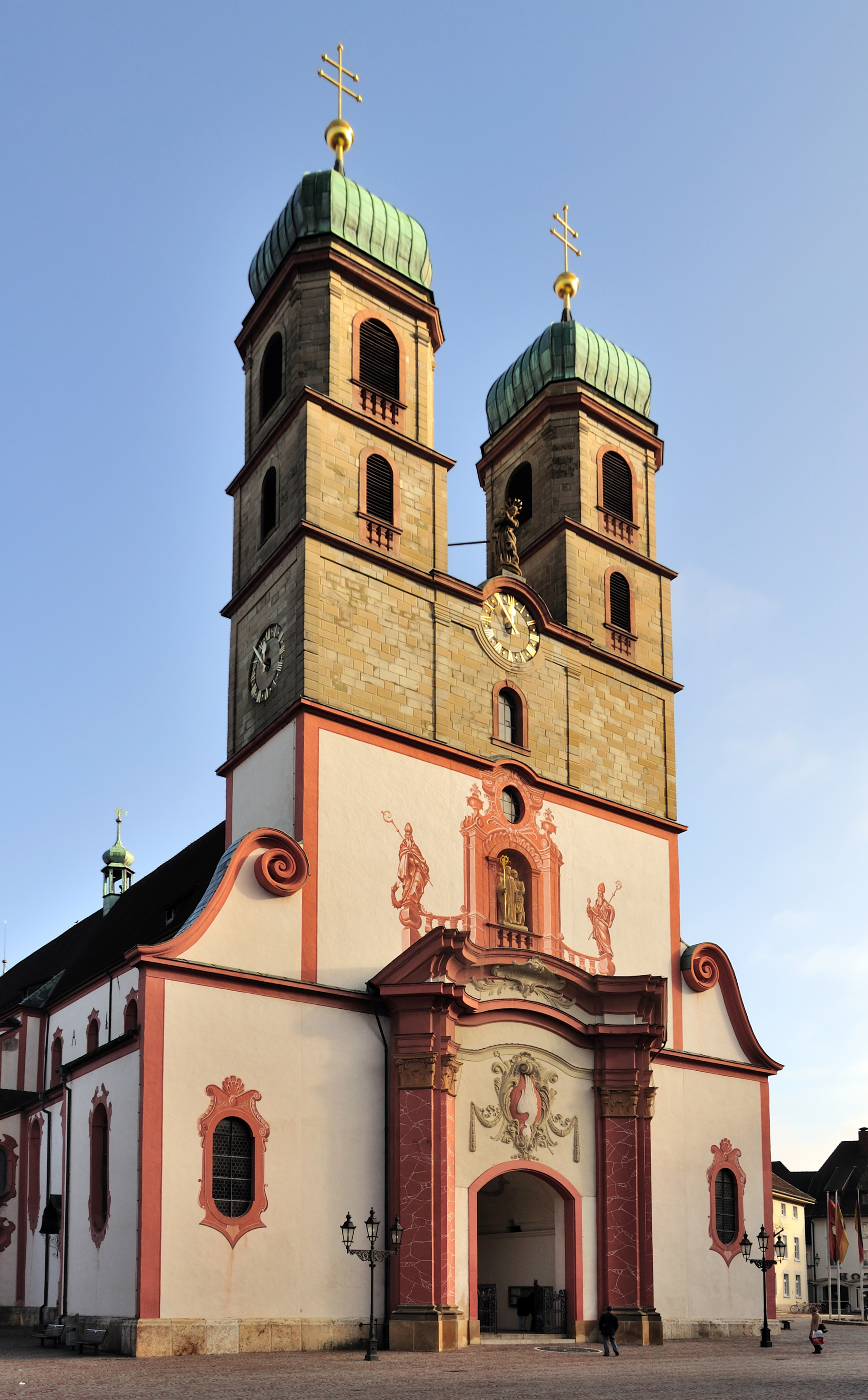
Doppelturmfassade des Fridolinsmünsters

Das Fridolinsmünster ist das Wahrzeichen der Stadt Bad Säckingen und dem heiligen Fridolin von Säckingen gewidmet (→ Fridolinskirche), der als Missionar vermutlich irischer Herkunft im 6. Jahrhundert verschiedene Klöster im alemannischen Raum gründete. Das Fridolinsmünster war die Stiftskirche des Damenstifts Säckingen und ist heute die Hauptkirche der römisch-katholischen Kirchengemeinde Bad Säckingen-Murg.
Die Klosterkirche wurde im romanischen Stil erbaut, im 14. Jahrhundert nach einem Brand im gotischen Stil wieder errichtet und im 17. und 18. Jahrhundert mit Elementen des Barock erneuert.
Die Gebeine des heiligen Fridolin werden in der öffentlich zugänglichen Fridolinskapelle auf der rechten Seite des Chorraums in einem reich verzierten Silberschrein aufbewahrt. Überregionale Bekanntheit genießt die Prozession am Sonntag nach dem 6. März zum Gedenk- und Todestag des Heiligen.
Die Kirche wurde aufgrund ihrer Sagengeschichte in die Liste der „Mythischen Orte am Oberrhein“ aufgenommen.

## Geschichte

Das Fridolinsmünster zu Beginn des 20. Jahrhunderts

Die erste Kirche in Säckingen stammt aus karolingischer Zeit. Zu Lage, Aussehen und Errichtungsjahr lassen sich trotz Ausgrabungen an der aus dieser Zeit erhaltenen Krypta keine Rückschlüsse ziehen.
Der älteste erhaltene Gebäudeteil des Münsters ist die Krypta, die zu einem dreischiffigen Kirchenneubau des 11. Jahrhunderts gehört. Im 12. Jahrhundert blieb diese basilikale Anlage bestehen. Der Chorraum wurde allerdings in das Langhaus hinein verändert und die Zugänge zur Krypta wurden verlegt. Gleichzeitig wurde in Verlängerung zur Kirchenschiffachse ein doppeltürmiger Westbau errichtet. Ein Atrium verband Kirche und Türme miteinander. Dabei wurden Kreuzgang und Klausurgebäude von der Nord- auf die Südseite des Münsters verlegt.

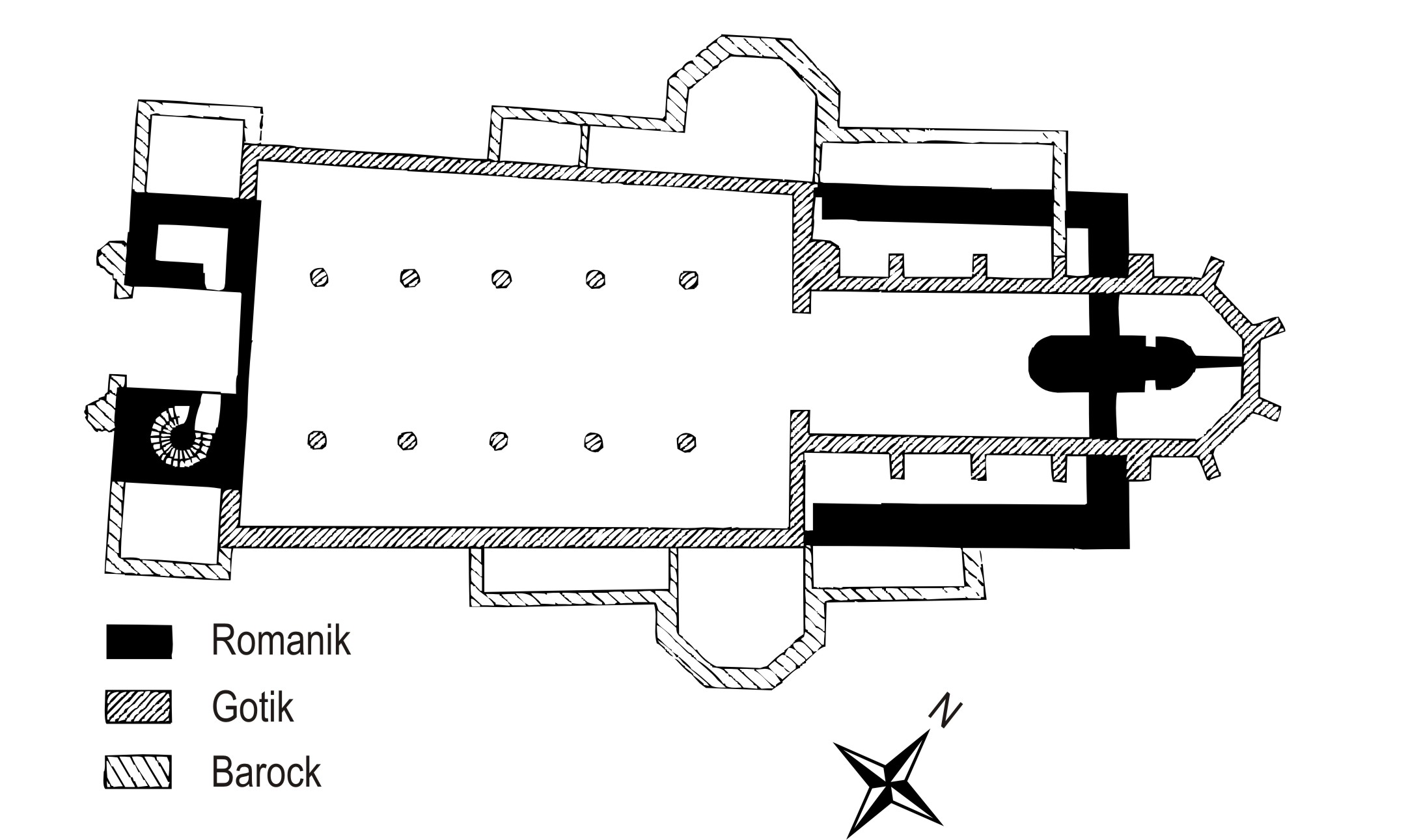
Grundriss des Fridolinsmünsters

Nach einem verheerenden Brand wurde zwischen 1343 und 1360 ein völliger Neubau errichtet, den der Konstanzer Bischof Heinrich III. von Brandis am 21. Dezember 1360 weihte. Weitere Brände zogen schließlich die in zwei Bauphasen erfolgende barocke Umgestaltung des Münsters nach sich. Die erste wurde nach einem Brand infolge des Einfalls französischer Truppen während des Holländischen Krieges nötig. Nach anfänglich notdürftigen Sicherungsmaßnahmen erfolgte zwischen 1698 und 1701 durch Michael Widemann aus Elchingen ein Wiederaufbau. Dabei wurden das Langhaus eingewölbt, die beiden achteckigen Kapellen an den Seitenschiffen angefügt sowie zwischen die Strebepfeiler ein Chorumgang eingehängt. Die gotischen Maßwerkfenster wurden durch Abrunden dem barocken Stil angepasst. Der gesamte Deckenbereich wurde von Wessobrunner Stuckateuren mit einem sehr plastischen Stuck überzogen. Der Tessiner Francesco Antonio Giorgioli füllte die 145 Felder des Gewölbes mit Fresken aus. Die zerstörte Inneneinrichtung wurde in den Folgejahren ersetzt.
Zwischen 1725 und 1727 wurde die Turmfront erneuert. Dazu wurden die Türme erhöht und seitlich Kapellen errichtet, um die Fassade zu verbreitern. 1740 schuf der Deutschordensarchitekt Johann Caspar Bagnato die monumentale Umrahmung des Hauptportals und die obere halbrunde Verbindung der Chorstrebenpfeiler. Die zweite Phase des barocken Umbaus vollzog sich nach 1751, als ein durch Unachtsamkeit bei Reparaturarbeiten an der Orgel entstandenes Feuer die Türme und das Langhausdach zerstörte. Zum Wiederaufbau des Langhauses berief man 1752 Johann Michael Feuchtmayer den Jüngeren aus Augsburg für den Stuckdekor und als Freskomaler Franz Joseph Spiegler und dessen Schüler Johann Anton Morath. Im Jahr 1753 war die Erneuerung des Langhauses abgeschlossen.
Im 19. und frühen 20. Jahrhundert gab es weitere bauliche Veränderungen der Fassade, die jedoch teilweise wieder zurückgebaut wurden.
In den 1980er Jahren wurde das Kirchengebäude letztmals renoviert.

## Außenbau

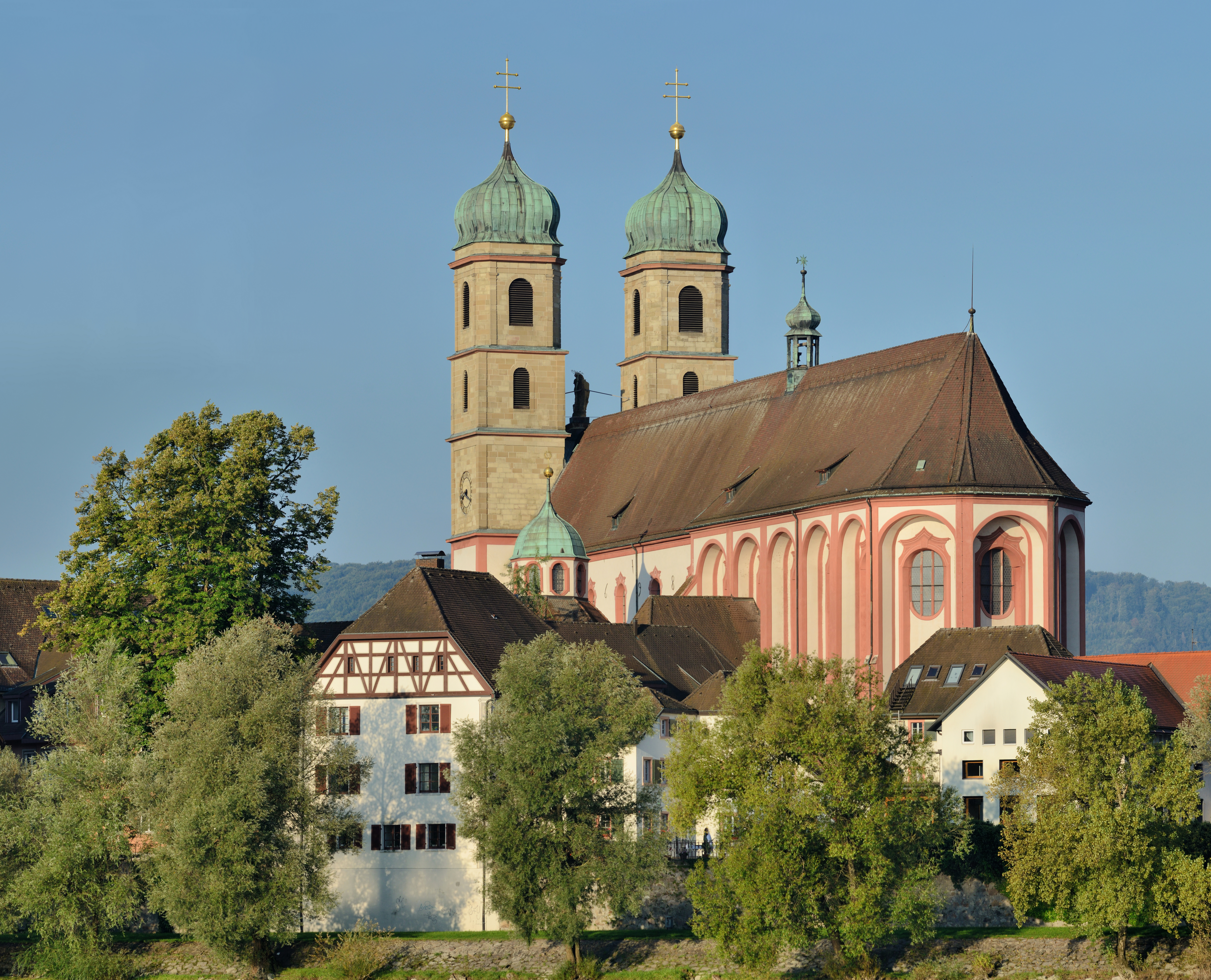
Fridolinsmünster vom Schweizer Ufer aus gesehen

Das Fridolinsmünster steht zentral in der Altstadt von Bad Säckingen auf der ehemaligen Rheininsel, deren nördlicher Seitenarm 1830 zugeschüttet wurde. Der Westbau ist eine barock überformte Doppelturmfassade. Zwischen beiden Zwiebeltürmen ist über dem Eingang der Rest eines romanischen Oratoriums erhalten. Die tonnengewölbte Eingangshalle war im Mittelalter Sitz des Gerichts. Das Stift besaß damals die hohe und niedrige Gerichtsbarkeit.
Darauf nimmt die Figurengruppe oberhalb des Hauptportals mit dem heiligen Fridolin (2,34 Meter hoch), der den toten Urso aus Glarus aus dem Grab holt, Bezug. Die Originalfiguren auf der Choraußenseite schuf Michael Speer im Jahr 1727. Eine Kopie von Heinz-Jürgen Funk stammt aus dem Jahr 1989. Oberhalb der in der Mitte der Westfassade angebrachten Kirchenuhr steht eine Figur der Immaculata, die ebenfalls von Speer stammt. Die Fassade gliedert sich etwa zur Hälfte in eine bemalte Fassade im unteren Teil und eine offene Backsteinfassade im oberen Teil bis zum Turmhelm. Die hellrote Außenmalerei von Johann Caspar Bagnato stellt die beiden heiligen Bischöfe Hilarius von Aquileia und Konrad von Konstanz dar und bildet eine Fassadenumrandung.
Im gotischen Langchor sind trotz barocker Überformung die Strebepfeiler und die Stäbe der früheren Maßwerkfenster bewahrt. An der Außenwand des Chors befindet sich in einer Nische das Grabmal Franz Werner Kirchhofers und seiner Frau Maria Ursula von Schönau, deren Liebesgeschichte von Joseph Victor von Scheffel im Trompeter von Säckingen überliefert ist.
Im Innenhof zwischen Rathaus und der Südseite des Münsters sind Reste eines romanischen Kreuzganges erhalten und teilweise rekonstruiert. Im verbindenden Gebäudeteil zwischen Rathaus und Münster ist seit den 1970er Jahren das Archiv untergebracht.
Ein Großteil der unmittelbar umliegenden Gebäude gehörte zur ehemaligen Klausur des Klosters. Sie waren teilweise bis ins 19. Jahrhundert baulich mit dem Münster verbunden. Auf der Nordseite des Münsters lag bis ins 19. Jahrhundert der städtische Friedhof.

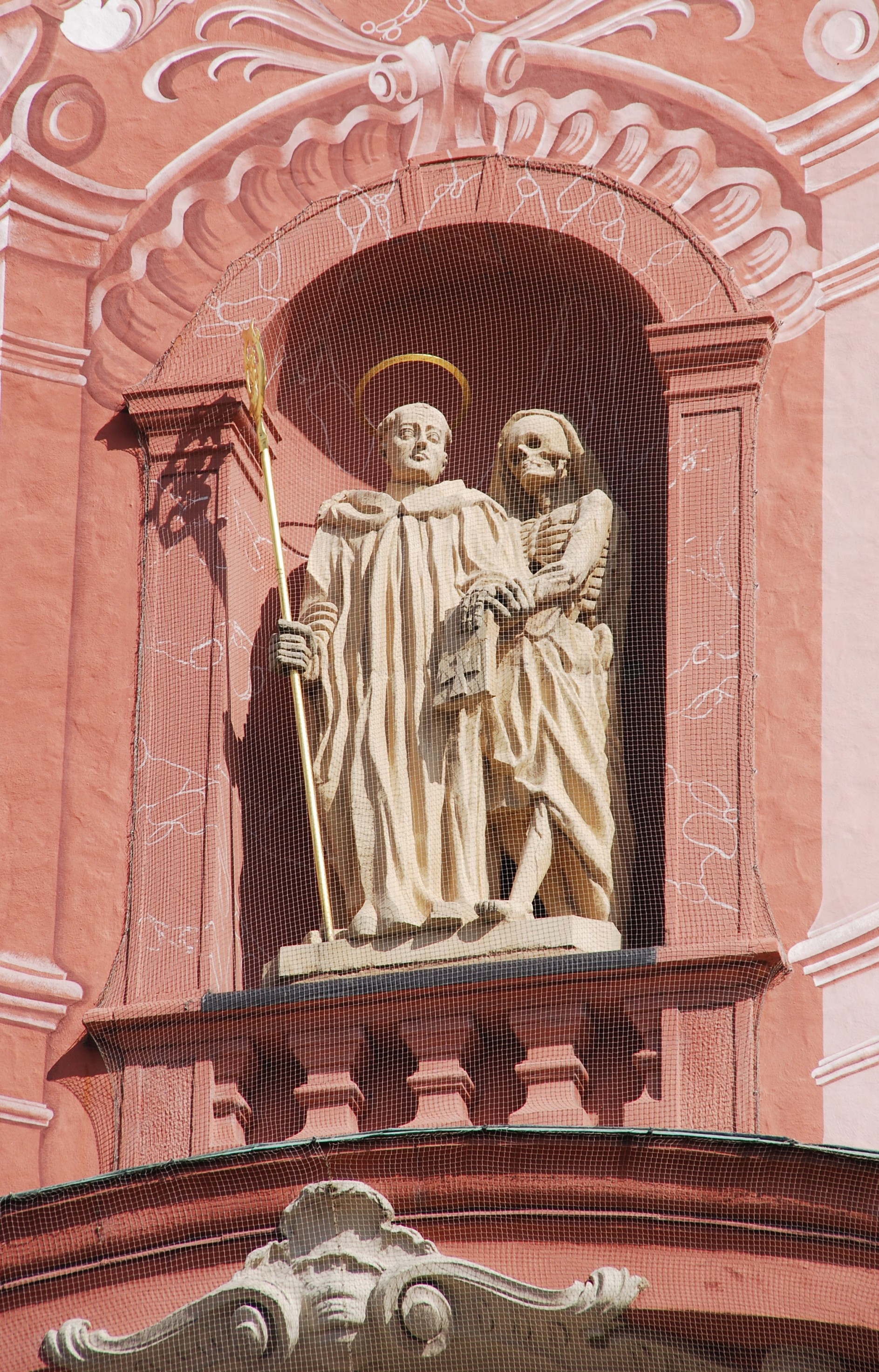
Figurengruppe: der heilige Fridolin und Urso
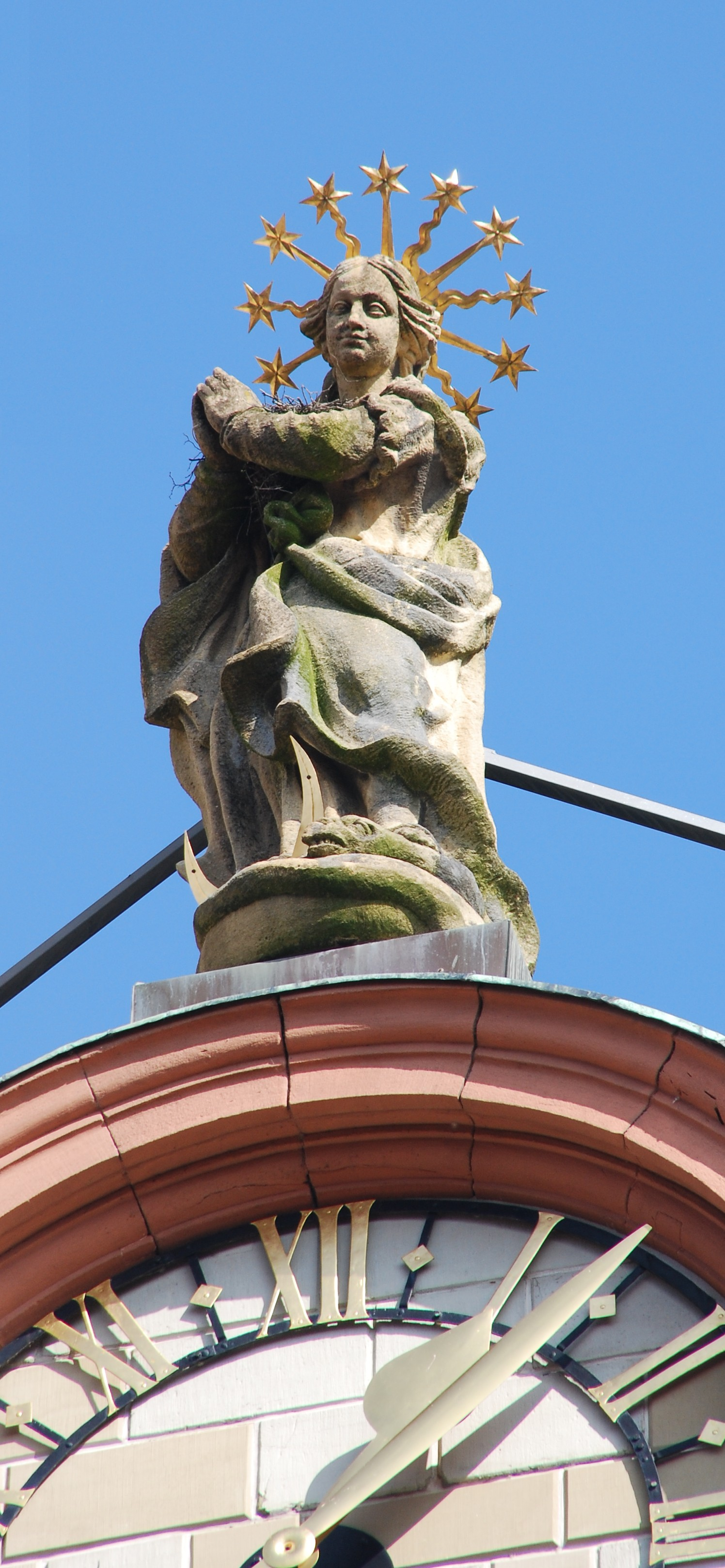
Darstellung der Immaculata
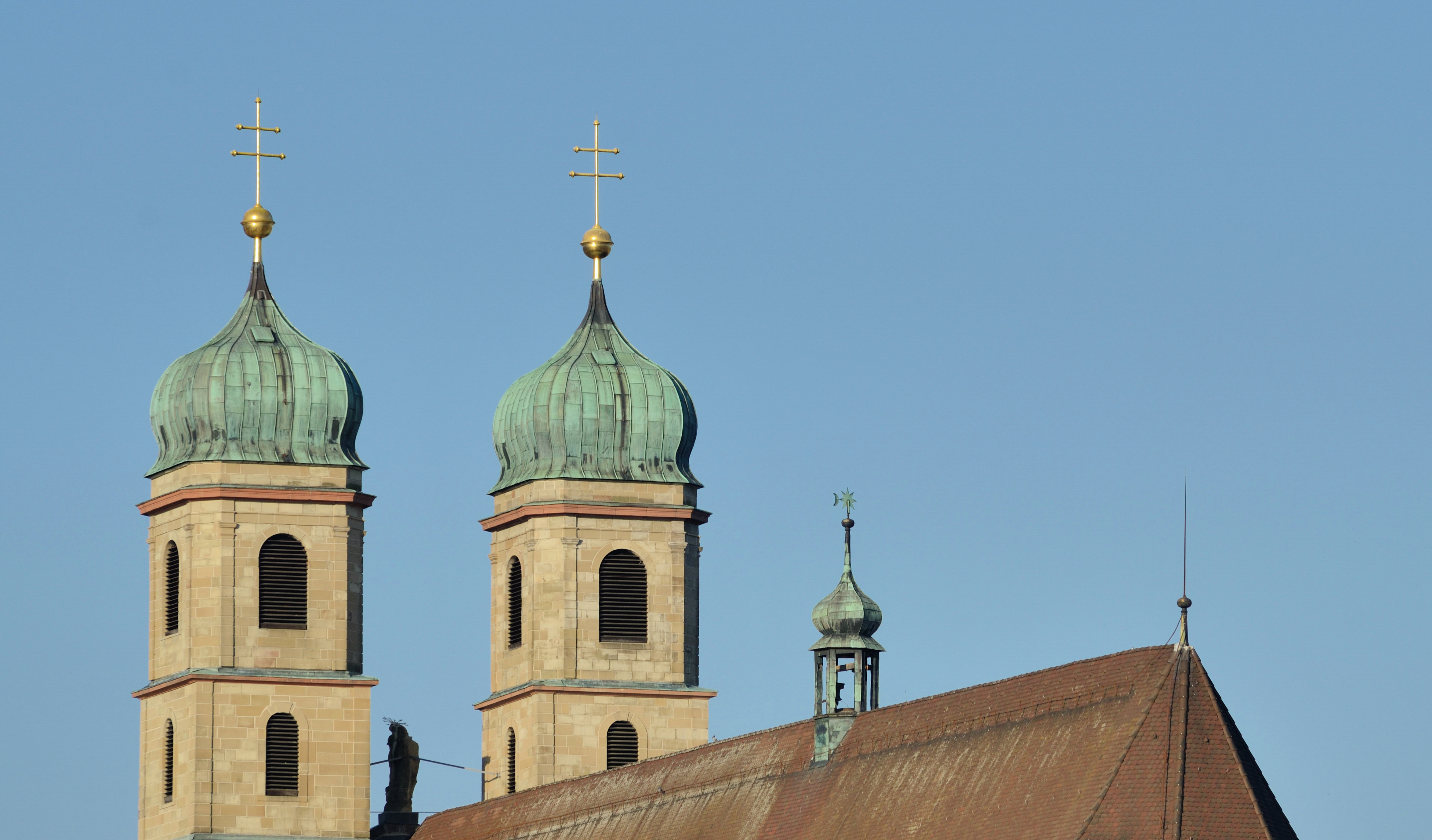
Dachpartie und Doppeltürme

## Türme und Glocken
Mit knapp 56 Metern Höhe sind die Türme des Fridolinsmünsters die höchsten im Landkreis Waldshut; das Fridolinsmünster ist nach dem Dom St. Blasien der zweithöchste Kirchenbau des Landkreises. Der Südturm ist 55,80 Meter hoch, der Nordturm 55,70 Meter.
Ursprünglich standen die Türme frei vor dem Kirchenschiff und wurden erst im Barock mit einer Verkleidung an den Kirchenbau angefügt. In den 1980er-Jahren wurde die Statik der Türme mit Betonelementen gesichert.
Die Fridolinsglocke wurde 1753 von Franz Anton Grieshaber II. und seinem Vetter Franz Anton Grieshaber I. in Waldshut gegossen. Sie hängt als einzige Glocke des siebenstimmigen Geläuts in einem alten Holzglockenstuhl des Südturms. Der Sohn Grieshaber wurde als der Meister des Salemer Glockenhimmels bekannt. Von seinem Vater sind sonst nur unbedeutende Glocken bekannt. Umso eindrucksvoller sind Klang und Glockenzier dieser Glocke, deren Rippe sich unabhängig von früheren Arbeiten zeigt.
Im Jahre 1952 goss Friedrich Wilhelm Schilling in Heidelberg sechs weitere Glocken, die alle im Nordturm ebenfalls in einem Holzglockenstuhl hängen.
Überblick über das Geläut
| Glocke | Name       | Gewicht | Durchmesser | Schlagton |
| ------ | ---------- | ------- | ----------- | --------- |
| 1.     | Fridolin   | 3500 kg | 1720 mm     | a° ±0     |
| 2.     | Hilarius   | 1932 kg | 1485 mm     | c’ +2     |
| 3.     | Pius       | 1290 kg | 1310 mm     | d’ +2     |
| 4.     | Wendelin   | 890 kg  | 1159 mm     | e’ +3     |
| 5.     | Maria      | 737 kg  | 1082 mm     | f’ +4     |
| 6.     | Josef      | 495 kg  | 948 mm      | g’ +4     |
| 7.     | Franziskus | 340 kg  | 846 mm      | a’ +5     |

## Innenraum und Ausstattung

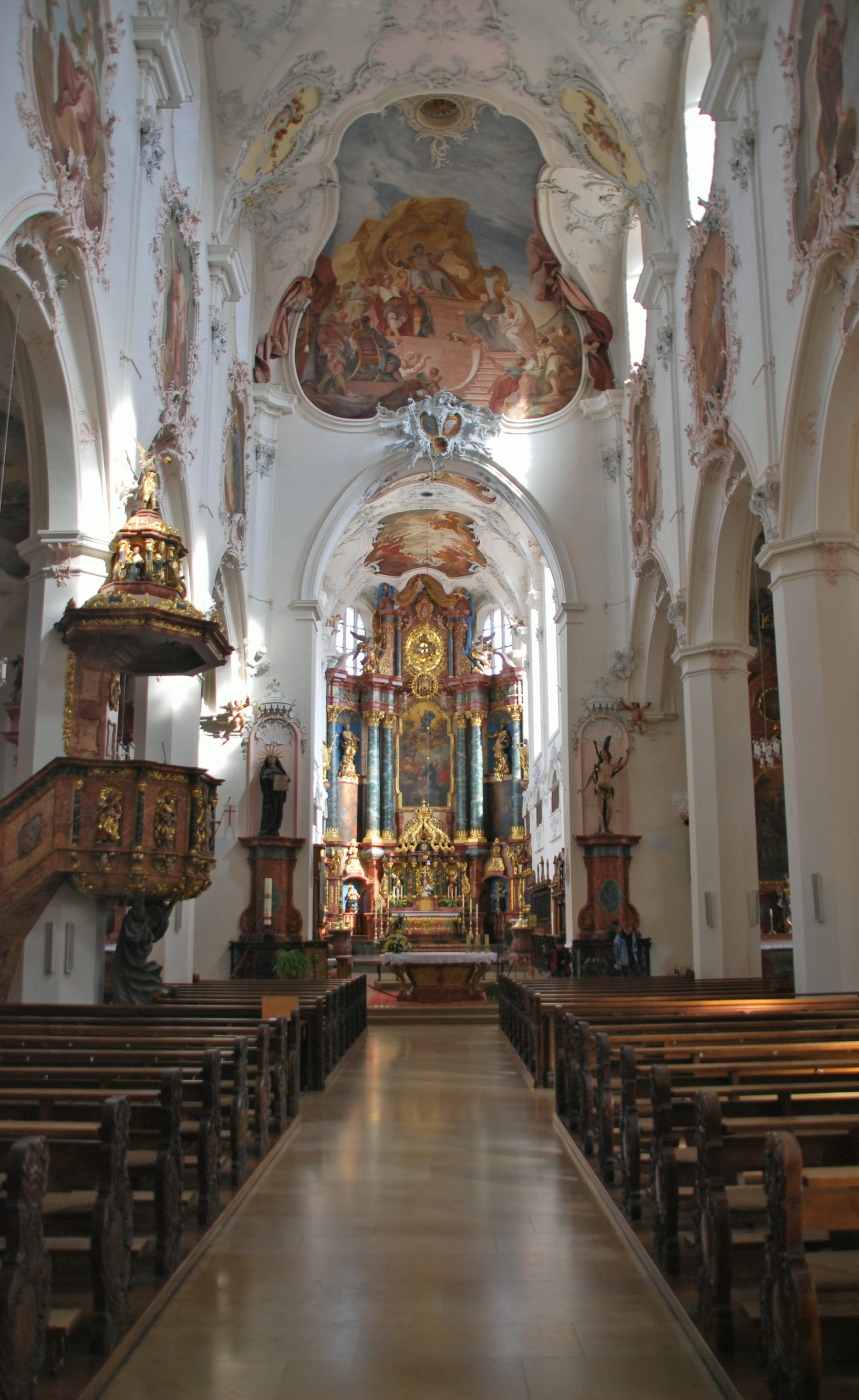
Blick ins Innere des Münsters Richtung Osten

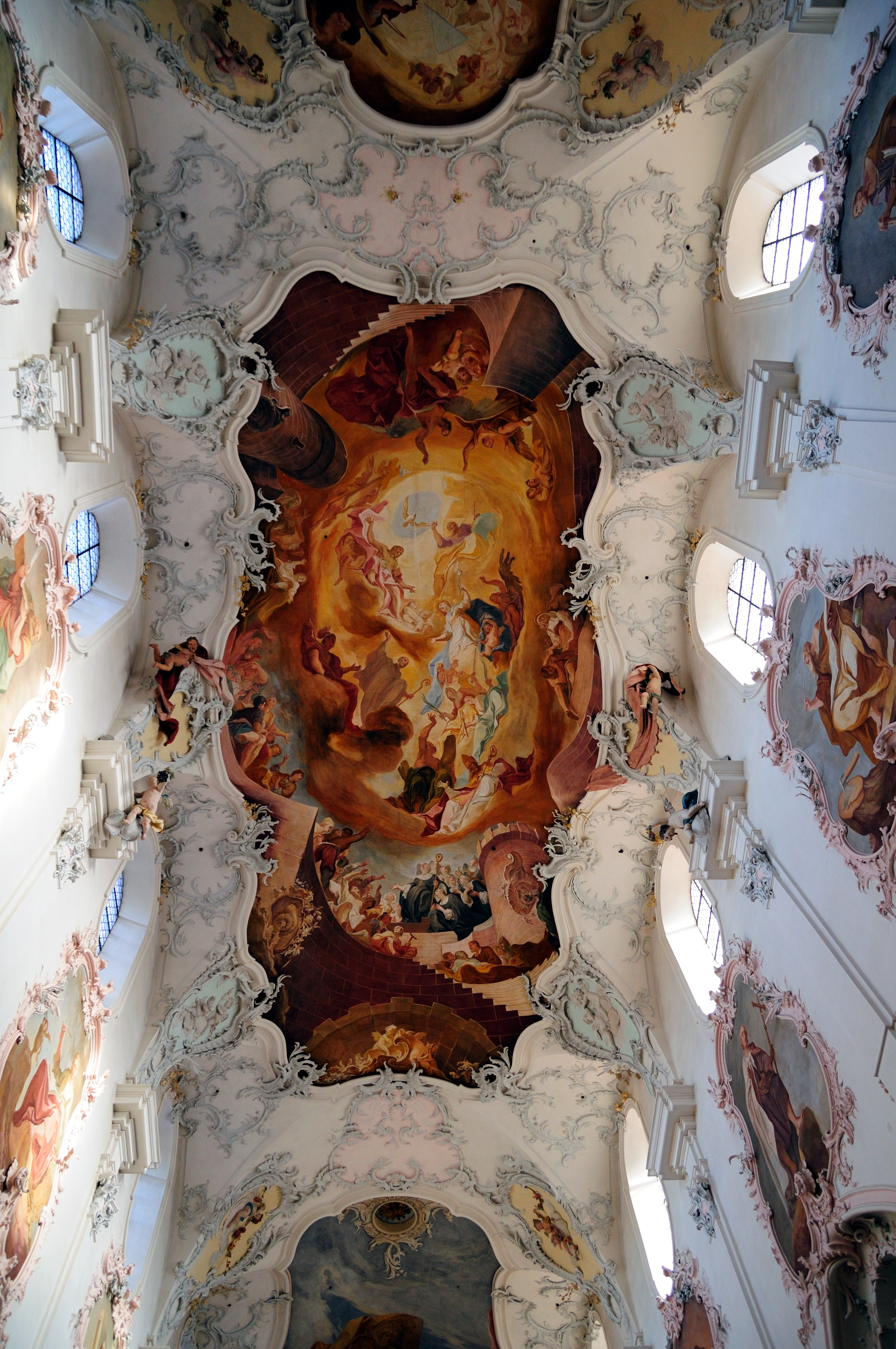
Deckenfresko im Mittelschiff

Der helle Innenraum des Fridolinsmünsters ist von dem langgestreckten gotischen Raum und dem hochbarocken Stuck der älteren Wessobrunner Schule geprägt. Die Kuppeln der beiden Kapellen an den Querschiffen sind mit schweren Blattranken und Bildfeldern sowie mit Fresken von Giorgioli verziert. In der Nordkapelle wird das Wirken von Engeln dargestellt, die Südkapelle zieren Szenen der Apostel.
Der ottonische Bau wurde etwa um 1100 von einer romanischen Kirche abgelöst, deren Ausmaße mit einer Länge von 65 Metern bereits die Größe der heutigen Kirche erreichte und damit die gleiche Länge wie beispielsweise das Basler Münster oder Reichenau-Mittelzell hat.

### Chor
Am Chorbogen trägt eine Stuckkartusche die Wappen der Äbtissinnen Maria Regina von Ostein (1693–1718) mit dem Windhund sowie Maria Barbara (1718–1730) und Maria Josepha Regina von Liebenfels (1734–1753) mit dem Schwanenflügel, die maßgeblich die Barockisierung des Münsters leiteten. Die Fresken im Chorraum zeigen Stationen aus dem Leben der Gottesmutter Maria.

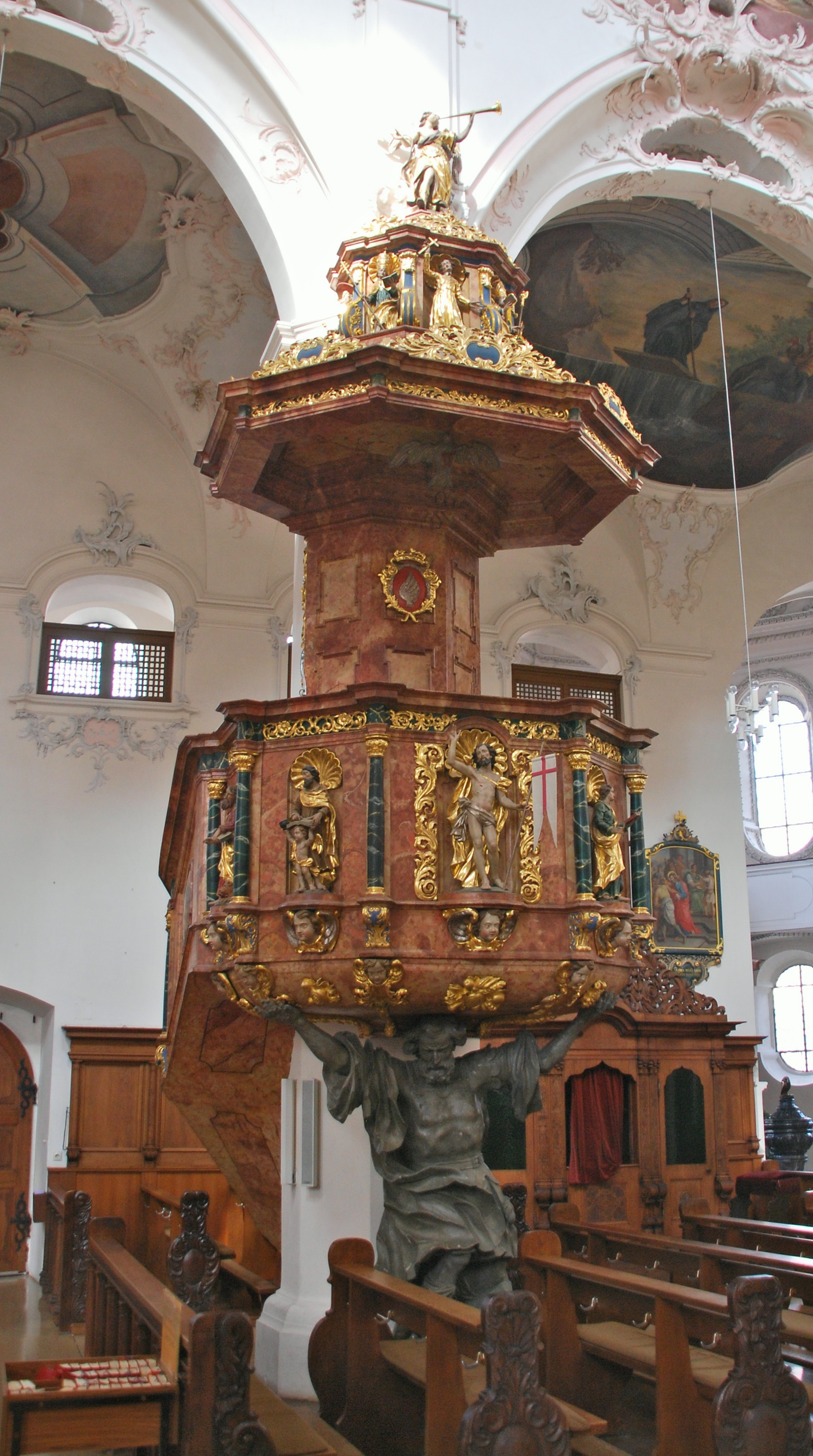
Kanzel mit Samsonfigur

### Hochaltar
Der Hochaltar des Münsters nimmt fast die gesamte Höhe des dreischiffigen Chorschlusses ein. Der in Säckingen ansässige Johann Pfeiffer (ca. 1660–1734) schuf ihn. Der Aufbau mit den beiden Apostelfürsten Petrus und Paulus sowie der bekrönenden Gloriole werden von einem Gemälde Giorgiolis eingerahmt. Das Gemälde stellt die Anbetung der Gottesmutter mit dem Jesuskind durch die Münsterpatrone Fridolin, Hilarius und Andreas dar. Ein Putto hält am unteren Bildrand ein Medaillon mit den Stiftsdamen, während auf der linken Seite das Münster zu sehen ist. Auch das vierteilige Chorgestühl stammt von Pfeiffer.
Folgende Altarblätter der Kirche stammen von Giorglioli: im nördlichen Seitenschiff der Rosenkranzaltar, in der Engelskapelle ein Schutzengelbild sowie im Josephsaltar und der Apostelkapelle das „Erscheinen Christi unter den Aposteln“. Die Altarfiguren des Franz von Assisi und Antonius von Padua sowie Dominikus und Katharina von Siena sind Arbeiten von Johann Isaak Freitag (1682–1734) aus Rheinfelden. Ebenfalls von Freitag stammen die Figuren der Kanzel. Sie symbolisieren die Verkündigung des Wortes. Am Korb selbst werden die vier Evangelisten und Johannes der Täufer dargestellt, auf dem Schalldeckel die vier Kirchenväter und der heilige Fridolin sowie ein Posaunenengel als Abschluss. Die Kanzel selbst wird von Samson getragen, der als alttestamentlicher Vorläufer der Auferstehung Christi gilt. Deswegen befindet sich über ihm die Figur des Auferstandenen. Die Samsonfigur aus dem Jahr 1720 wurde von Johann Isaak Freitag geschaffen.

### Krypta
Der älteste erhaltene Bauabschnitt des Münsters ist die Krypta aus dem frühen 11. Jahrhundert. Zwei tonnengewölbte Gänge knicken rechtwinklig um und führen in den Hauptraum der früheren romanischen Apsis. Ursprünglich konnte diese über Treppen von den Seitenschiffen betreten werden. Die Krypta wurde auch nach dem gotischen Neubau benutzt, wie der 1360 in ihr geweihte Altar zeigt. Bei einer Sanierung in den 1970er Jahren wurden in der Wand des südlichen Kryptenganges Reste eines leeren, steinernen Sarkophages freigelegt und im westlichen Nebenraum der Krypta aufgestellt. Der Sarkophag barg ursprünglich vermutlich die Überreste des heiligen Fridolin. Die Verzierung des Deckels ist nur teilweise erhalten. Die verwendeten Elemente verweisen auf das 7. Jahrhundert. Die Krypta wurde im Jahr 1887 von dem Waldshuter Kirchenmaler Albert Duchow dekorativ ausgemalt. Die Motive ähneln der römischen Katakombenmalerei. Die Krypta ist nur mit Führung zugänglich.

### Betsaal
Über der Südseite des Hochchors befindet sich über der Fridolinkapelle der sogenannte Betsaal der Stiftsdamen aus dem Jahr 1765. Johann Michael Feuchtmayer der Jüngere war sowohl für den Stuck als auch für die übrige Ausstattung verantwortlich. Sein Gehilfe und Schüler war Hans Michael Hennenvogel. Der Innenraum des Betsaals gilt als der schönste Rokokoraum in Südwestdeutschland. Der Innenraum ist neben Stuck mit eichenen Wandverkleidungen und Türblättern ausgestattet. Der Kassettenfußboden ist in Eiche und Ahornholz gehalten. Die originalen Fenster sind erhalten und zum Chorraum versenkbar. Das Deckenbild zeigt eine Darstellung der Verlobung Mariens mit Josef auf Leinwand.

### Seitenschiffe
Die Deckenfresken in den Seitenschiffen zeigen mehrere Stationen aus dem Leben des Heiligen Fridolins.

## Orgeln
Das Münster besaß nachweislich seit dem 15. Jahrhundert eine Orgel.

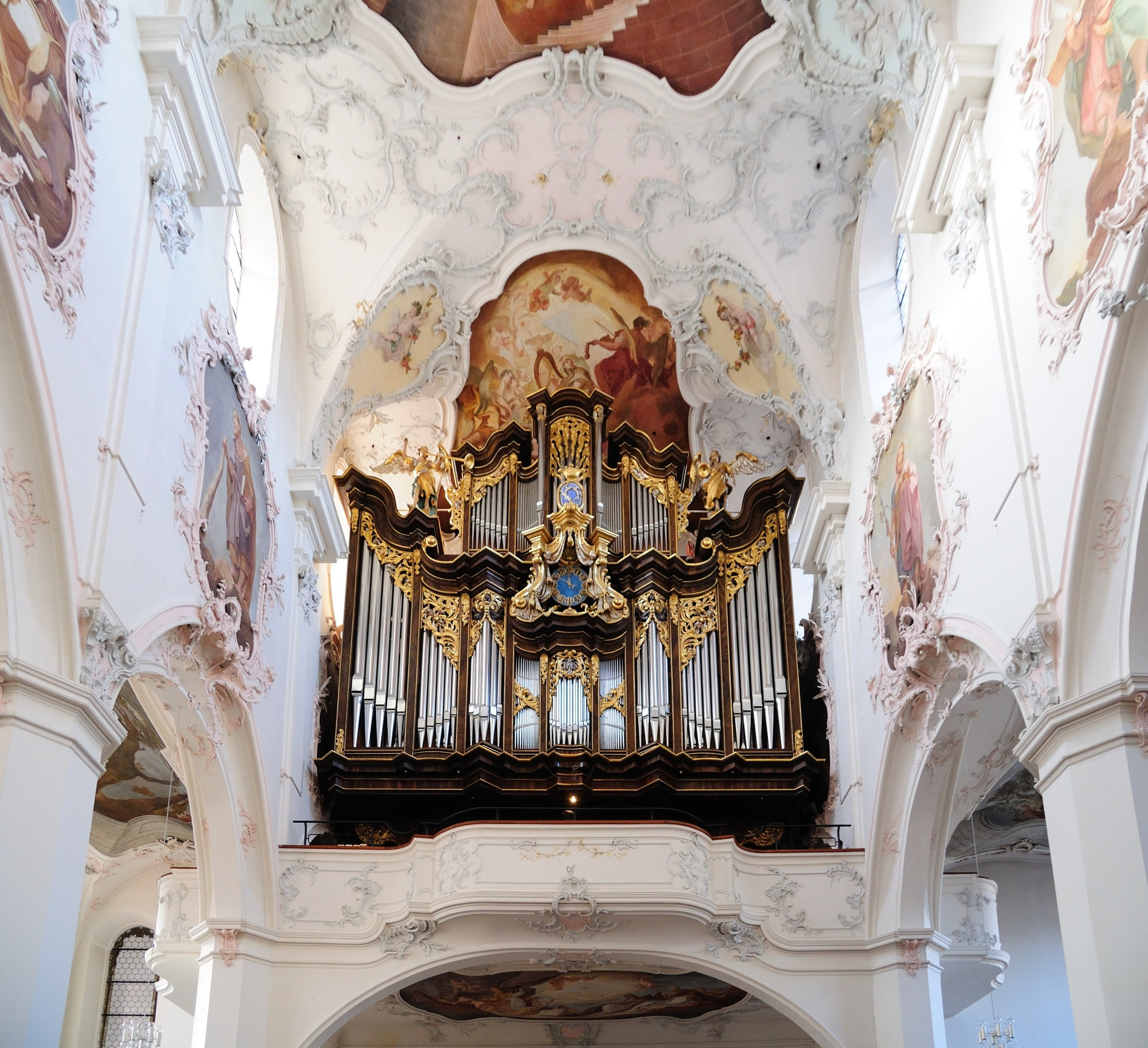
Hauptorgel

### Hauptorgel
1993 wurde die Manufaktur Johannes Klais Orgelbau aus Bonn beauftragt, eine dreimanualige Orgel mit Pedal und 57 Registern zu errichten. Am 28. August 1993 wurde diese Orgel geweiht. Der Prospekt von 1933 (Schwarz & Sohn) orientiert sich an der Barockorgel aus dem Jahr 1758 und wurde mit wenigen Veränderungen beibehalten. Dieser stammte von der Überlinger Werkstatt der Gebrüder Mezger. Im Zuge des Orgelneubaus wurde die Empore baulich verstärkt. Die Disposition der Hauptorgel ist nachfolgend dargestellt.
| I Hauptwerk C-a3 |       |
| Praestant        | 16′   |
| Principal        | 8′    |
| Doppelflöte      | 8′    |
| Gamba            | 8′    |
| Gedackt          | 8′    |
| Octave           | 4′    |
| Spitzflöte       | 4′    |
| Quinte           | 2 ⁄3′ |
| Superoctave      | 2′    |
| Mixtur IV-V      | 2′    |
| Scharff III-IV   | 1′    |
| Cornet V         | 8′    |
| Cor des Alpes    | 16′   |
| Trompete         | 8′    |
| Clairon          | 4′    |

| II Positiv C-a3 |       |
| Rohrgedackt     | 16′   |
| Praestant       | 8′    |
| Suavial         | 8′    |
| Bourdon         | 8′    |
| Principal       | 4′    |
| Rohrflöte       | 4′    |
| Doublette       | 2′    |
| Waldflöte       | 2′    |
| Sesquialter II  |       |
| Larigot         | 1 ⁄3′ |
| Sifflet         | 1′    |
| Fourniture IV   |       |
| Trompette       | 8′    |
| Cromorne        | 8′    |
| Voix humaine    | 8′    |

| III Récit C-a3       |        |
| Salicet              | 16′    |
| Diapason             | 8′     |
| Flûte harmonique     | 8′     |
| Salicional           | 8′     |
| Voix céleste         | 8′     |
| Flûte octaviante     | 4′     |
| Fugara               | 4′     |
| Octavin              | 2′     |
| Nazard               | 2 ⁄3′  |
| Tierce               | 1 3⁄5′ |
| Plein jeu IV         | 2′     |
| Basson               | 16′    |
| Trompette harmonique | 8′     |
| Hautbois             | 8′     |
| Clairon harmonique   | 4′     |

| Pedal C-g1     |     |
| Vox balaenae C | 64′ |
| Bourdon        | 32′ |
| Principal      | 16′ |
| Subbaß         | 16′ |
| Octavbaß       | 8′  |
| Gemshorn       | 8′  |
| Praestant      | 4′  |
| Jubalflöte     | 2′  |
| Mixtur V       | 4′  |
| Tuba           | 32′ |
| Bombarde       | 16′ |
| Posaune        | 8′  |
| Trompette      | 4′  |

- Koppeln:
  - Normalkoppeln: II/I, III/I, III/II, I/P, II/P, III/P
  - Superoktavkoppel: III/P

### Chororgel
Die Chororgel stammt ebenfalls von Klais und wurde 1997 gefertigt. Sie enthält 13 Register auf zwei Manualen und Pedal. Das rein mechanische Instrument hat folgende Disposition:
| I Hauptwerk C-g3 |       |
| Principal        | 8′    |
| Rohrflöte        | 8′    |
| Praestant        | 4′    |
| Piccolo          | 2′    |
| Mixtur III–IV    | 1 ⁄3′ |
| Tremulant        |       |

| II Positiv C–g3 |        |
| Copula          | 8′     |
| Blockflöte      | 4′     |
| Nasard          | 2 ⁄3′  |
| Octave          | 2’     |
| Terz            | 1 3⁄5′ |
| Tremulant       |        |

| Pedal C–f1 |     |
| Bordun     | 16′ |
| Bordun     | 8′  |
| Bordun     | 4′  |

- Koppeln: II/I, I/P, II/P

## Schatzkammer

### Fridolinsschrein

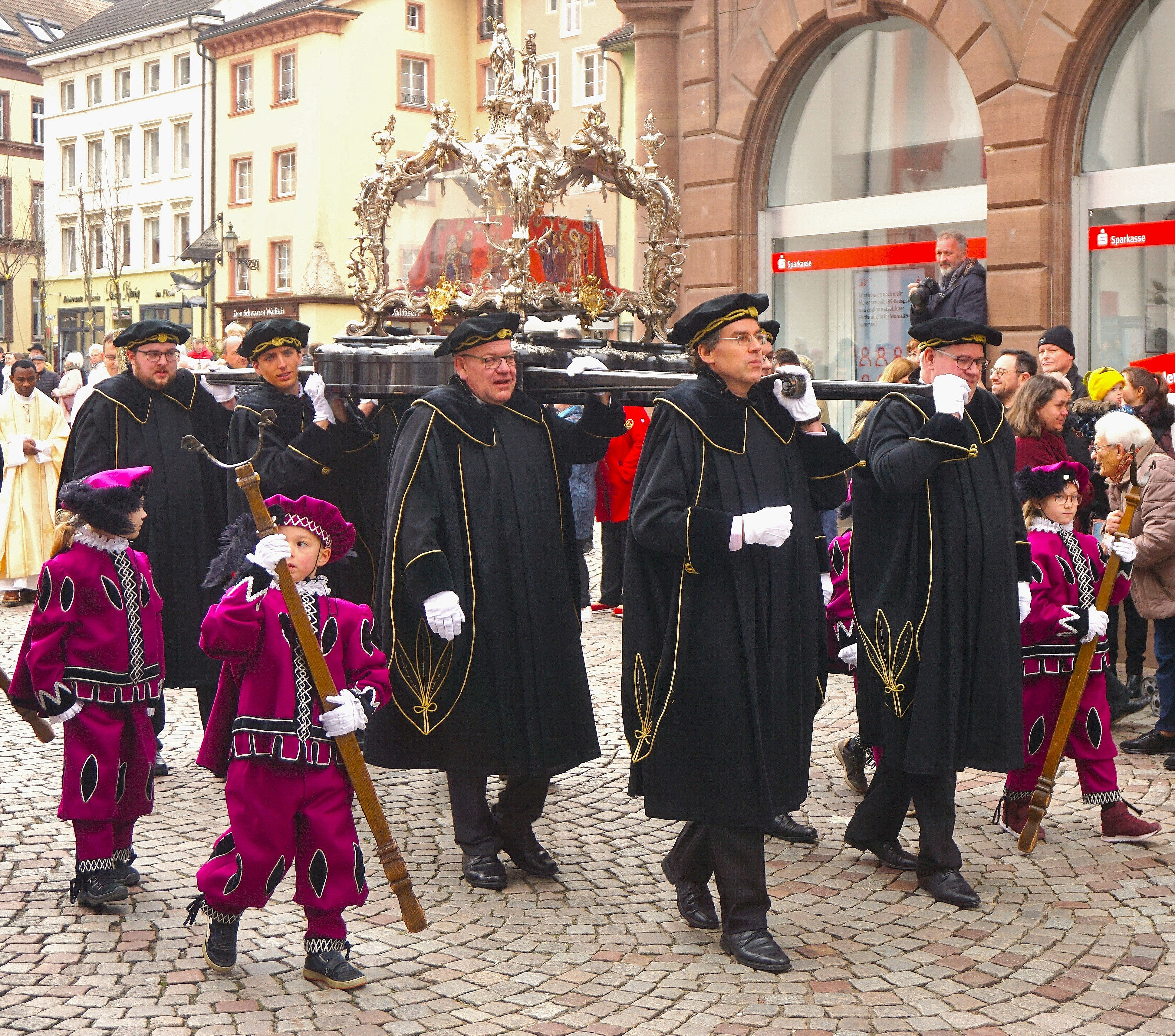
Der Fridolinsschrein in der Prozession 2024

Im Jahr 1763 beauftragte Fürstäbtissin Anna Maria von Hornstein-Göffingen die Augsburger Goldschmiedewerkstatt Rauner, einen massiven silbernen Schrein anzufertigen. Der Entwurf stammt vermutlich von Johann Michael Feuchtmayer und sollte die Reliquien des heiligen Fridolin den Gläubigen zur Verehrung darbieten. Der von Goldschmied Gottlieb Emanuel Oernster angefertigte Schrein wurde ein Jahr später geliefert und kostete 8333 Gulden; fast so viel wie Stuck und Fresken der Neuausstattung kosteten. Der gläserne Sarg ruht auf einem schwarz gebeizten und mit Silber beschlagenen Sockel. Der silberne Aufbau in Rocailleformen ist mit Putten, Wappen, Vasen und Blütenranken verziert und zeigt auf seiner Spitze den heiligen Fridolin mit Urso. Zwischen diesem Aufbau geben Glasscheiben den Blick auf eine Samtpyramide mit Blüten aus Glassteinen, Perlen und Schmucksteinen frei, in der sich die Gebeine des Heiligen befinden. Der Schrein wiegt über 300 kg. Durch einen unsachgemäßen Eingriff befindet sich dort seit 1941 eine mit einer Decke verhängte Kassette statt der dunkelroten Samtpyramide.
Der Schrein wird jedes Jahr am Sonntag nach dem Fest des Heiligen (6. März) in einer feierlichen Prozession durch die Stadt getragen, begleitet von zahlreichen Statuen, Gläubigen und Musik. Dieses Ritual ist seit 1347 urkundlich nachgewiesen. Mehrere Ritterorden und überregionale Abordnungen nehmen an den Feierlichkeiten teil. Während der Barockzeit wurden in sogenannten „Lebenden Bildern“ auf mitgetragenen Schaubühnen Szenen aus dem Leben des heiligen Fridolin dargestellt. Seit 1900 steht der Schrein in der damals neu eingerichteten und öffentlich zugänglichen Fridolinskapelle an der Südseite des Chorraumes.

### Stiftsschatz
Im Zuge der Säkularisation 1806 ging ein Großteil des Stiftsschatzes in Badischen Staatsbesitz über. Südlich des Chors wurde 1975 für die verbleibenden Stücke eine Schatzkammer neu errichtet, die ausschließlich mit Führung zugänglich ist.
Dort befindet sich ein Buchdeckel aus dem 10. Jahrhundert, eine weitere Kostbarkeit des Münsterschatzes. Diese Buchkassette aus Edelmetall ist mit Gold überzogen. Das ottonische Relief zeigt den gekreuzigten Jesus Christus. Unterhalb des Kreuzes erwächst ein Paradiesbaum. Auf der Rückseite des Evangeliars ist eine Darstellung der Himmelfahrt Christi, die vermutlich um 1320/1330 von einer Basler Werkstatt angefertigt wurde.
Das älteste Exponat ist der Amazonenstoff, der vermutlich aus der Zeit vor dem 7. Jahrhundert stammt. Der Stoff, der im 19. Jahrhundert in ein Messgewand eingearbeitet wurde, umhüllte bis 1661 die Reliquien des heiligen Fridolin. Der hervorragend erhaltene persisch-sassanidische Seidenstoff zeigt reitende Amazonen, die mit Pfeilen auf Panther schießen.
Aus der ersten Hälfte des 14. Jahrhunderts stammt das sogenannte Agnesenkreuz. Das mehrfach veränderte große Vortragekreuz enthält auf der Rückseite zahlreiche Reliquien hinter Glas, die mit Schriftbändern gekennzeichnet sind. Auf der Vorderseite befinden sich zwei antike Gemmen.
Weitere Exponate sind das Fridolinsmesser und der Fridolinsbecher aus dem 15. Jahrhundert, eine Reliquienschatulle mit Gebeinen des Hl. Hilarius sowie zahlreiche liturgische Gegenstände und Gewänder.